# Merkers
Merkers-Kieselbach là một đô thị trong huyện Wartburg ở bang Thüringen, Đức. Đô thị này có diện tích 19,43 km². Dân số thời điểm ngày 31 tháng 12 năm 2006 là 3171 người.